# Julius-Leber-Kaserne (Husum)
Die Julius-Leber-Kaserne in der nordfriesischen Kreisstadt Husum ist eine Kaserne der Bundeswehr in Schleswig-Holstein, benannt nach dem Reichstagsabgeordneten und Widerstandskämpfer Julius Leber (1891–1945). Die Kaserne liegt am Westrand des Gewerbegebiets Ost an der Matthias-Claudius-Straße. Nördlich an das Kasernengelände schließt sich der Standortübungsplatz Husum an. Sie umfasst 67 Hektar und ist mit etwa 1500 Soldaten belegt.

## Geschichte

### Vorgeschichte und Bau der Kasernenanlage
Die Kaserne entstand auf einem ehemaligen Fliegerhorst der Luftwaffe, der 1937 angelegt wurde und im Zweiten Weltkrieg für Angriffe nach Skandinavien sowie im weiteren Kriegsverlauf für Nachtjägereinsätze diente. Nach dem Krieg wurden die meisten Anlagen von den Briten abgerissen.
1957 begann die junge Bundeswehr mit dem Bau einer Kaserne auf dem Gelände. Richtfest war am 16. Mai 1958.

### Stationierungen zwischen 1959 und 1989
Die Anlage, die zunächst Grenadierkaserne hieß, wurde am 1. März 1959 vom Grenadierbataillon 162 bezogen, das zuvor in der Fliegerhorstkaserne in Husum untergebracht war. Zum 1. Oktober 1959 erhielt es den Namen Panzergrenadierbataillon 162. Am 11. November 1963 wurde es in die Bismarck-Kaserne nach Wentorf bei Hamburg verlegt, wo es zum 1. Oktober 1971 zum Jägerbataillon 162 umgegliedert wurde.
Ab 1. April 1959 war in der Kaserne die Ersatzteilkompanie 463 des in Hamburg beheimateten Instandsetzungsbataillons 460 stationiert. Sie wurde am 16. Oktober 1967 zur 4./Instandsetzungsbataillon 460 umgegliedert. Am 1. Oktober 1972 erhielt sie eine neue Bezeichnung als 5./Instandsetzungsbataillon 640. Ab 1. Oktober 1975 hieß die Kompanie schließlich 3./Nachschubbataillon 6. Sie wurde am 30. September 1992 aufgelöst.
Den Namen Julius Leber erhielt die Kaserne am 20. Juli 1961.
Ab Juni 1963 wurden der Stab und die II. Gruppe des späteren Luftwaffenversorgungsregiments 7 aus Westerland in die Kaserne verlegt, während die I. Gruppe auf Sylt verblieb. Die Geburtsstunde des Regiments datiert auf den 1. Oktober 1963. Es wurde der 7. Luftwaffendivision unterstellt. Das Regiment verfügte zunächst über ein Munitionslager in Hedwigenkoog (54° 10′ 46″ N, 8° 49′ 26″ O), das 1972 als abgesetzter Lagerbezirk weiterbetrieben wurde. 1971 erhielt der Verband ein neu errichtetes Luftwaffenmaterialdepot in Wester-Ohrstedt (54° 29′ 42″ N, 9° 14′ 58″ O), das noch heute als Materialwirtschaftszentrum Einsatz der Bundeswehr Speziallager Quartiermeistermaterial in Betrieb ist. 1972 kam das neue Luftwaffenmunitionsdepot in Süderlügum hinzu (54° 51′ 10″ N, 8° 55′ 25″ O), das jedoch am 31. Dezember 2004 wieder geschlossen wurde.
Ab 1. November 1963 befand sich die Luftwaffenbetriebsstoff- und Transportstaffel des Luftwaffenversorgungsregiments 7 in der Julius-Leber-Kaserne. 1970 wurde sie in Luftwaffen Petrol, Oil and Lubricants Depot Luftwaffenversorgungsregiment 7 umbenannt. Sie erhielt im August 1983 ein neues Depot bei Bordelum (54° 39′ 15″ N, 8° 58′ 4″ O). Am 1. April 1985 wurde diese Einheit in Luftwaffenbetriebsstoffdepot 71 umgegliedert und zum 31. Dezember 2006 aufgelöst. Das Depot in Bordelum wurde anschließend aufgegeben.
1963 wurde auch die Luftwaffenkraftfahrzeugtransportstaffel Luftwaffenversorgungsregiment 7 in der Julius-Leber-Kaserne untergebracht. 1979 wurde aus ihr die Luftwaffenkraftfahrzeugtransportstaffel 71. Zum 31. März 2004 wurde sie aufgelöst. Neben ihr waren als Geräteeinheiten die Luftwaffenkraftfahrzeugtransportstaffeln 72 und 73 in der Kaserne eingelagert.
Die Flugsicherungsbereichszentrale 4 (Eider Control) wurde mit Befehl vom 27. Januar 1960 aufgestellt, zog jedoch erst 1963 von der Fliegerhorstkaserne in die Julius-Leber-Kaserne um. Sie verblieb hier bis zum 1. Juni 1976 und verlegte sodann nach Bremen in die dortige Scharnhorst-Kaserne, wo sie zum 1. Oktober 1978 aufgelöst wurde.
Die am 1. September 1965 in Nörvenich aufgestellte 1./Flugabwehrraketenbataillon 38 kam über eine Zwischenstation in Krummenort bei Rendsburg am 20. September 1966 in die Julius-Leber-Kaserne. Eingesetzt war sie in der Stellung bei Hude nordöstlich von Schwabstedt (54° 23′ 29″ N, 9° 13′ 59″ O). Am 1. Oktober 1989 wurde sie umbenannt in 1./Flugabwehrraketengeschwader 38 und am 20. August 1990 nach Bad Arolsen in die dortige Prinz-Eugen-Kaserne verlegt. Für die 1. Batterie war in der Julius-Leber-Kaserne der Luftwaffensanitätstrupp 1 Flugabwehrraketenbataillon 38 stationiert.
Die 1959 in der Henning-von-Tresckow-Kaserne in Oldenburg aufgestellte Feldinstandsetzungsgruppe 71 wurde im März 1960 nach Husum zunächst in die Fliegerhorstkaserne verlegt. Hier verblieb sie jedoch nur bis April 1962 und kam dann in das Lager Eggebek Süd in Eggebek, wo sie 1970 in Feldwerft Allgemeines Gerät umbenannt wurde. 1971 zog die Feldwerft in die Julius-Leber-Kaserne. Am 1. April 1979 wurde sie zur Luftwaffenwerft 71. Sie verblieb in der Kaserne bis zu ihrer Auflösung am 31. Dezember 2007.
Die zuvor in der Stapelholmer Kaserne in Seeth stationierte 4./Nachschubbataillon 610 wurde am 1. April 1973 in die Julius-Leber-Kaserne nach Husum verlegt, wo sie bis zu ihrer Auflösung zum 30. September 1975 verblieb.
Am 1. September 1976 wurde eine Ausbildungsstätte für Fluggerätmechaniker und Kraftfahrzeugmechaniker in Halle 39 der Kaserne eingerichtet, die bis heute weiterhin besteht. Mittlerweile werden hier Kraftfahrzeugmechaniker, Fluggerätmechaniker und Elektroniker für Geräte und Systeme (auch in Halle 42) ausgebildet.
In den 1980er Jahren waren in der Kaserne die Feldpostleitstelle 10 und die Feldpost-Feldersatzgruppe Luftwaffenversorgungsregiment 7 als Geräteeinheiten eingelagert. Des Weiteren bestanden die Standortfernmeldeanlage 120/861 sowie die Fernmelderevisionsdiensttrupps 120/312, 120/313, 120/861 und 120/862. Stationiert waren außerdem die Fernmelderevisionsinstandhaltungstrupps 120/312 und 120/861. Schließlich war die Fernmeldeaufklärungsgruppe Fernmeldestab 94 Husum in der Kaserne untergebracht.
Vom 1. Oktober 1982 bis zum 31. März 2004 befanden sich die Luftwaffensicherungsstaffeln 51007 und 52007 sowie die Luftwaffenfeldersatzstaffel 41007 als Geräteeinheiten in der Kaserne.
Vom 1. Juni 1987 bis zum 30. November 1994 bestand in der Kaserne die Peilzentrale I Marine mit einem Sicherungszug als Geräteeinheit. Sie ging schließlich im Marinefernmeldesektor 71 auf.

### Belegung der Kaserne ab 1990 bis heute
Zum 1. Januar 1994 wurde das Fernmeldesystemzentrum der Bundeswehr Husum aus der bisherigen Standortfernmeldeanlage 120/861 geschaffen, das zum 30. September 2006 außer Dienst gestellt wurde.
Im Zuge der Luftwaffenstruktur 4 wurde zum 1. April 1994 das Luftwaffenversorgungsregiment 7 in das Luftwaffenversorgungsbataillon 7 umgegliedert und unterstand dem Luftwaffenversorgungsregiment 5 in Trollenhagen. Von Mai 2000 bis April 2001 waren Einheiten des Bataillons als Teil der KFOR-Kräfte in Tetovo in Nordmazedonien eingesetzt. Zwischen Oktober 2001 und Januar 2003 unterstützten Teile des Bataillons wiederum in Nordmazedonien im Rahmen der Operation Amber Fox die NATO-Streitkräfte. Am 28. August 2003 wurde das Luftwaffenversorgungsbataillon 7 aufgelöst. Ein Großteil der Soldaten wurde in das ab 1. Juli 2003 in der Kaserne aufgestellte Spezialpionierbataillon 164 überführt. Dieses wuchs ab 1. Januar 2016 zum Spezialpionierregiment 164 „Nordfriesland“ auf. Mit dem Anstieg der Dienstposten wurde zugleich eine geplante Investition in die Infrastruktur der Kaserne in Höhe von 60 Millionen Euro durch die damalige Bundesverteidigungsministerin Ursula von der Leyen (CDU) bekannt gegeben.
Der Stützpunkt Zivil-militärische Zusammenarbeit Spezialpioniere ist seit dem 1. Oktober 2013 mit seinem Ergänzungstruppenteil 1 in der Kaserne beheimatet.
Ebenfalls seit 1. Oktober 2013 ist die 5./ABC-Abwehrbataillon 7 in der Kaserne untergebracht.
Seit dem 1. April 2014 ist der Ergänzungstruppenteil 2 der 4./ABC-Abwehrbataillon 906 in der Julius-Leber-Kaserne stationiert.